# Каскарино, Дельфин
Дельфин Каскарино (фр. Delphine Cascarino; род. 5 февраля 1997, Сен-Приест) — французская футболистка, вингер американского клуба «Сан-Диего Уэйв» и сборной Франции.

## Клубная карьера

### «Олимпик Лион»
Каскарино начала играть в футбол за местные молодежные команды «Сен-Прьес» и «Манисьё» (Сен-Прьес), прежде чем присоединилась к молодёжной академии «Лиона» в 2009 году. На профессиональном уровне она дебютировала в Дивизионе 1 в сезоне 2014/2015. В 2015 году Каскарино подписала свой первый профессиональный контракт. В январе 2017 года её сезон был досрочно завершен из-за травмы колена. К 2018 году она выиграла три Лиги чемпионов и три национальных чемпионств с «Олимпиком». 7 мая 2021 года Каскарино продлила свой контракт с «Лионом» до сезона 2023/2024.
25 мая 2023 года «Лион» объявил, что Каскарино будет отстранена на несколько месяцев из-за разрыва передней крестообразной связки. Она вернулась на поле в январе 2024 года и позже забила три гола в двух матчах четвертьфинала Лиги чемпионов.

### «Сан-Диего Уэйв»

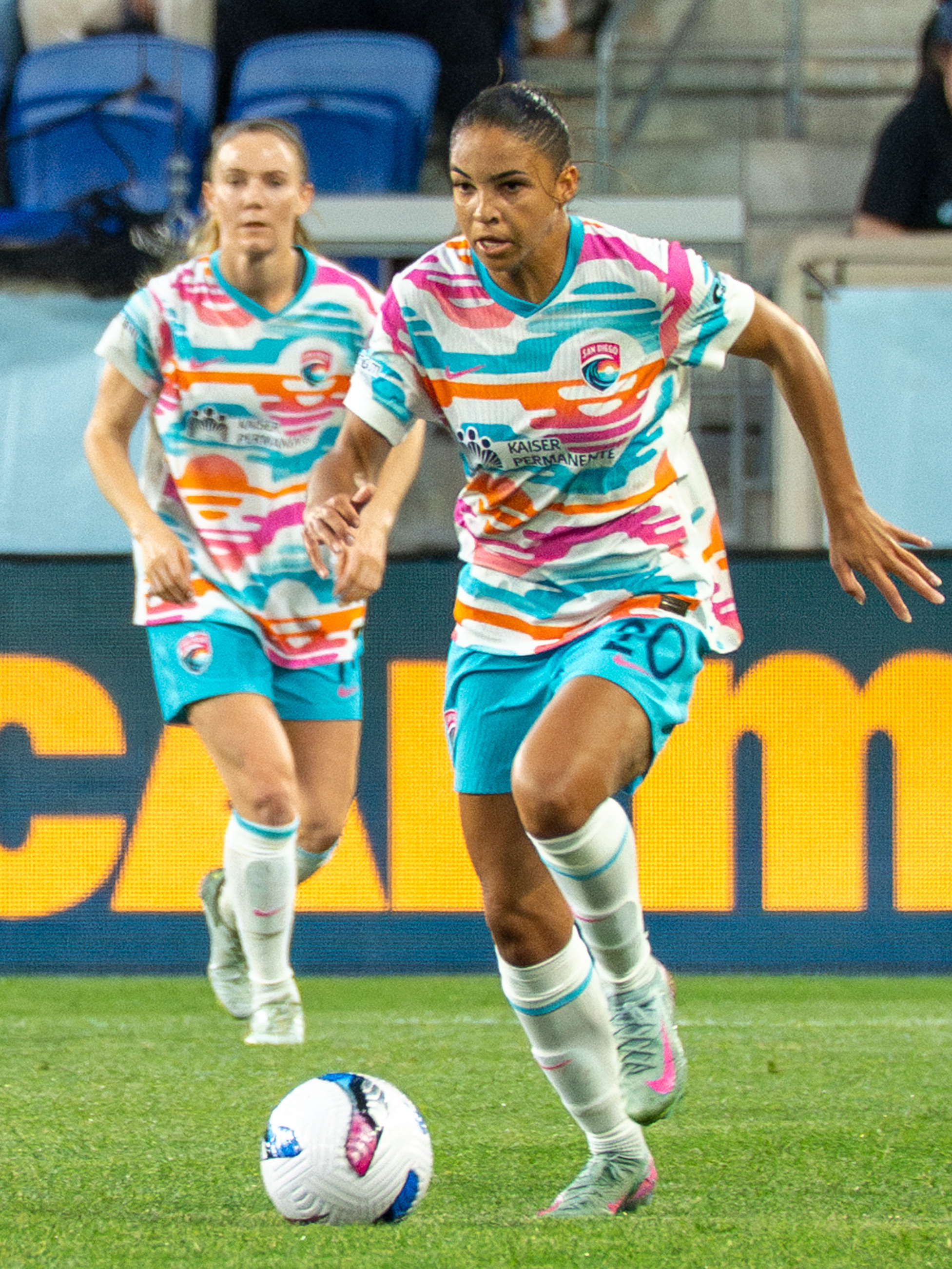
Каскарион в составе «» в 2025 году

24 июля 2024 года Каскарино присоединилась к американскому клубу «Сан-Диего Уэйв» из НЖФЛ, подписав трёхлетний контракт с дополнительной опцией. Она дебютировала в НЖФЛ 24 августа, выйдя на замену в проигранном матче против «Эйнджел Сити». 15 сентября Каскарино забила свой первый гол за «Сан-Диего» и отдала первую голевую передачу в победной игре против «Юта Роялс» (2:1).
Каскарино успешно начала следующий сезон, отдав голевую передачу в стартовом матче «Уэйв» и впоследствии будучи номинированной на звание Игрока недели НЖФЛ. Несмотря на то, что она не выиграла награду на первой неделе, позже она получила свою первую награду Игрока недели, оформив месяц спустя голевую передачу и дубль в победной игре против «Расинг Луисвилл» (4:1). В конце апреля Каскарино впервые была включена в команду месяца НЖФЛ. 

## Карьера за сборную
В 2012 году Каскарино была приглашена в сборную Франции (до 17 лет), в составе которой участвовала на победном юношеском чемпионате мира 2012 в Азербайджане. Во время турнира она сыграла во всех трёх играх группового этапа сборной Франции и записала на свой счёт три голевые передачи в матче против Гамбии. Каскарино также участвовала в каждом из матчей плей-офф сборной Франции и успешно реализовала пенальти в двух сериях пенальти. Её капитан Санди Толетти сказала о Каскарино: «Это большое открытие, что она не участвовала в последнем чемпионате Европы. Она уже отличный игрок, несмотря на свой юный возраст».
В 2016 году Каскарино дебютировала за национальную сборную Франции в матче против Англии. Свой первый гол за взрослую команду она забила 10 ноября 2018 года в товарищеской игре против Бразилии, который завершился победой со счётом 3:1. В следующем году Каскарино была включена в состав сборной Франции на домашний чемпионат мира 2019. Команда дошла до четвертьфинала турнира, где уступила сборной США.
30 мая 2022 года Каскарино была включена в состав сборной на чемпионат Европы 2022 в Англии.
Каскарино не смогла принять участие на чемпионате мира 2023 года из-за травмы передней крестообразной связки, но была включена в состав на домашние Олимпийские игры уже в следующем году.
На чемпионате Европы 2025 Каскарино была отмечена изданием The Athletic за ее «безупречную» игру.

## Личная жизнь
Каскарино — сестра-близнец Эстель Каскарино, также футболистки, которая играла вместе со своей сестрой в «Лионе», прежде чем перешла в «Париж» в 2016 году. Они не являются родственницами Тони Каскарино, хотя их часто спрашивают об этом: «Меня часто спрашивают, из его ли я семьи, но это не так... Я знаю, что он играл за «Нанси» и что он ирландец. Что касается меня, то я совсем не ирландка! (смеётся)». Её отец — итальянец, а мать родом из Гваделупы.

## Статистика

### Клубная
| Клуб           | Сезон      | Лига       | Лига  | Лига | Кубок | Кубок | Континент | Континент | Другое | Другое | Итог  | Итог |
| Клуб           | Сезон      | Дивизион   | Матчи | Голы | Матчи | Голы  | Матчи     | Голы      | Матчи  | Голы   | Матчи | Голы |
| -------------- | ---------- | ---------- | ----- | ---- | ----- | ----- | --------- | --------- | ------ | ------ | ----- | ---- |
| Олимпик Лион   | 2014–15    | Дивизион 1 | 2     | 0    | 1     | 1     | 0         | 0         | —      | —      | 3     | 1    |
| Олимпик Лион   | 2015/16    | Дивизион 1 | 12    | 3    | 3     | 4     | 3         | 0         | —      | —      | 18    | 7    |
| Олимпик Лион   | 2016/17    | Дивизион 1 | 6     | 0    | 1     | 2     | 2         | 1         | —      | —      | 9     | 3    |
| Олимпик Лион   | 2017/18    | Дивизион 1 | 19    | 2    | 6     | 4     | 8         | 1         | —      | —      | 33    | 7    |
| Олимпик Лион   | 2018/19    | Дивизион 1 | 18    | 3    | 3     | 1     | 8         | 2         | —      | —      | 29    | 6    |
| Олимпик Лион   | 2019/20    | Дивизион 1 | 16    | 3    | 4     | 1     | 7         | 1         | 1      | 0      | 28    | 5    |
| Олимпик Лион   | 2020/21    | Дивизион 1 | 21    | 2    | 1     | 0     | 5         | 0         | —      | —      | 27    | 2    |
| Олимпик Лион   | 2021/22    | Дивизион 1 | 18    | 3    | 2     | 0     | 12        | 0         | —      | —      | 32    | 3    |
| Олимпик Лион   | 2022/23    | Дивизион 1 | 17    | 4    | 4     | 1     | 7         | 1         | 1      | 0      | 29    | 6    |
| Олимпик Лион   | 2023/24    | Дивизион 1 | 5     | 0    | 3     | 0     | 5         | 3         | 0      | 0      | 13    | 3    |
| Олимпик Лион   | Итог       | Итог       | 134   | 20   | 28    | 14    | 57        | 9         | 2      | 0      | 221   | 43   |
| Сан-Диего Уэйв | 2024       | НЖФЛ       | 10    | 2    | 0     | 0     | 3         | 0         | 0      | 0      | 13    | 2    |
| Общий итог     | Общий итог | Общий итог | 144   | 22   | 28    | 14    | 60        | 9         | 2      | 0      | 234   | 45   |

1. ↑  Включая Кубок Франции и Кубок вызова НЖФЛ[англ.]
2. ↑  Включая Лигу чемпионов УЕФА и Кубок чемпионов КОНКАКАФ[англ.]
3. 1 2 3  Включая Суперкубка Франции[англ.]
4. ↑  Включая Летний кубок НЖФЛ и Лиги МХ

### Международная
| Сборная | Год  | Матчи | Голы |
| ------- | ---- | ----- | ---- |
| Франция | 2016 | 1     | 0    |
| Франция | 2018 | 5     | 1    |
| Франция | 2019 | 16    | 4    |
| Франция | 2020 | 7     | 1    |
| Франция | 2021 | 7     | 2    |
| Франция | 2022 | 15    | 4    |
| Франция | 2023 | 5     | 2    |
| Франция | 2024 | 16    | 0    |
| Франция | 2025 | 7     | 2    |
| Итог    | Итог | 79    | 16   |

#### Голы за сборную
| №  | Дата            | Место                                            | Соперник           | Счёт | Результат | Турнир                  |
| -- | --------------- | ------------------------------------------------ | ------------------ | ---- | --------- | ----------------------- |
| 1  | 10 ноября 2018  | Альянц Ривьера, Ницца, Франция                   | Бразилия           | 1:0  | 3:1       | Товарищеский матч       |
| 2  | 8 апреля 2019   | Стад де ла Мено, Страсбург, Франция              | Дания              | 1:0  | 4:0       | Товарищеский матч       |
| 3  | 8 апреля 2019   | Стад де ла Мено, Страсбург, Франция              | Дания              | 2:0  | 4:0       | Товарищеский матч       |
| 4  | 31 августа 2019 | Габриэль Монпье, Клермон-Ферран, Франция         | Испания            | 2:0  | 2:0       | Товарищеский матч       |
| 5  | 4 октября 2019  | Стад де Костьере, Ним, Франция                   | Исландия           | 3:0  | 4:0       | Товарищеский матч       |
| 6  | 23 октября 2020 | Стад Гастон Жерар, Дижон, Франция                | Северная Македония | 9:0  | 11:0      | Квалификация на ЧЕ 2022 |
| 7  | 22 октября 2021 | Стад Доминик Дювашель, Кретей, Франция           | Эстония            | 4:0  | 11:0      | Квалификация на ЧМ 2023 |
| 8  | 26 ноября 2021  | Стад де ла Рабин, Ван, Франция                   | Казахстан          | 2:0  | 6:0       | Квалификация на ЧМ 2023 |
| 9  | 12 апреля 2022  | ММАрена, Ле-Ман, Франция                         | Словения           | 1:0  | 1:0       | Квалификация на ЧМ 2023 |
| 10 | 1 июля 2022     | Стад де ля Сурс, Орлеан, Франция                 | Вьетнам            | 1:0  | 7:0       | Товарищеский матч       |
| 11 | 10 июля 2022    | Нью-Йорк, Ротерем, Англия                        | Италия             | 3:0  | 5:1       | ЧЕ 2022                 |
| 12 | 2 сентября 2022 | А. Ле Кок Арена, Таллин, Эстония                 | Эстония            | 1:0  | 9:0       | Квалификация на ЧМ 2023 |
| 13 | 7 апреля 2023   | Stade Gabriel Montpied, Clermont-Ferrand, France | Колумбия           | 1:2  | 5:2       | Товарищеский матч       |
| 14 | 7 апреля 2023   | Stade Gabriel Montpied, Clermont-Ferrand, France | Колумбия           | 4:2  | 5:2       | Товарищеский матч       |
| 15 | 13 июля 2025    | Санкт-Якоб Парк, Базель, Швейцария               | Нидерланды         | 3:2  | 5:2       | ЧЕ 2025                 |
| 16 | 13 июля 2025    | Санкт-Якоб Парк, Базель, Швейцария               | Нидерланды         | 4:2  | 5:2       | ЧЕ 2025                 |

## Достижения

### «Олимпик Лион»
- Чемпионка Франции: 2014/15, 2015/16, 2016/17, 2017/18, 2018/19, 2019/20[36], 2021/22, 2022/23[37], 2023/24[38]
- Обладательница Кубка Франции: 2014–15, 2015–16, 2016–17, 2018–19, 2019–20[39], 2022–23[40]
- Обладательница Суперкубка Франции[англ.]: 2019[41], 2022[42]
- Победительница Лиги чемпионов: 2015/16[43], 2016/17[44], 2017/18[45], 2018/19[46], 2019/20[47], 2021/22[48]

### Сборная
- Финалистка Лиги наций УЕФА[англ.]: 2023/24[англ.][49]